# Spirit of Progress

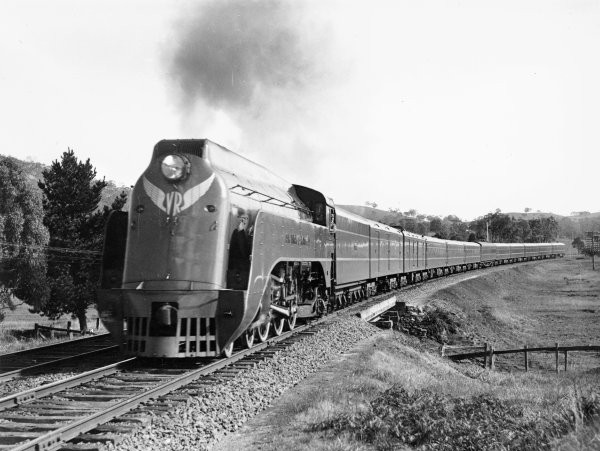
Der Spirit of Progress gezogen von der S301 Sir Thomas Mitchell 1938

Der Spirit of Progress war der wichtigste Schnellzug der Victorian Railways, der Staatsbahn von Victoria, und einer der wichtigsten in Australien. Er verkehrte seit 1937 zunächst von Melbourne nach Albury, an der Grenze zwischen Victoria und New South Wales. Ab 1962 verkehrte er bis Sydney. 1986 wurde die Verbindung eingestellt.

## Route

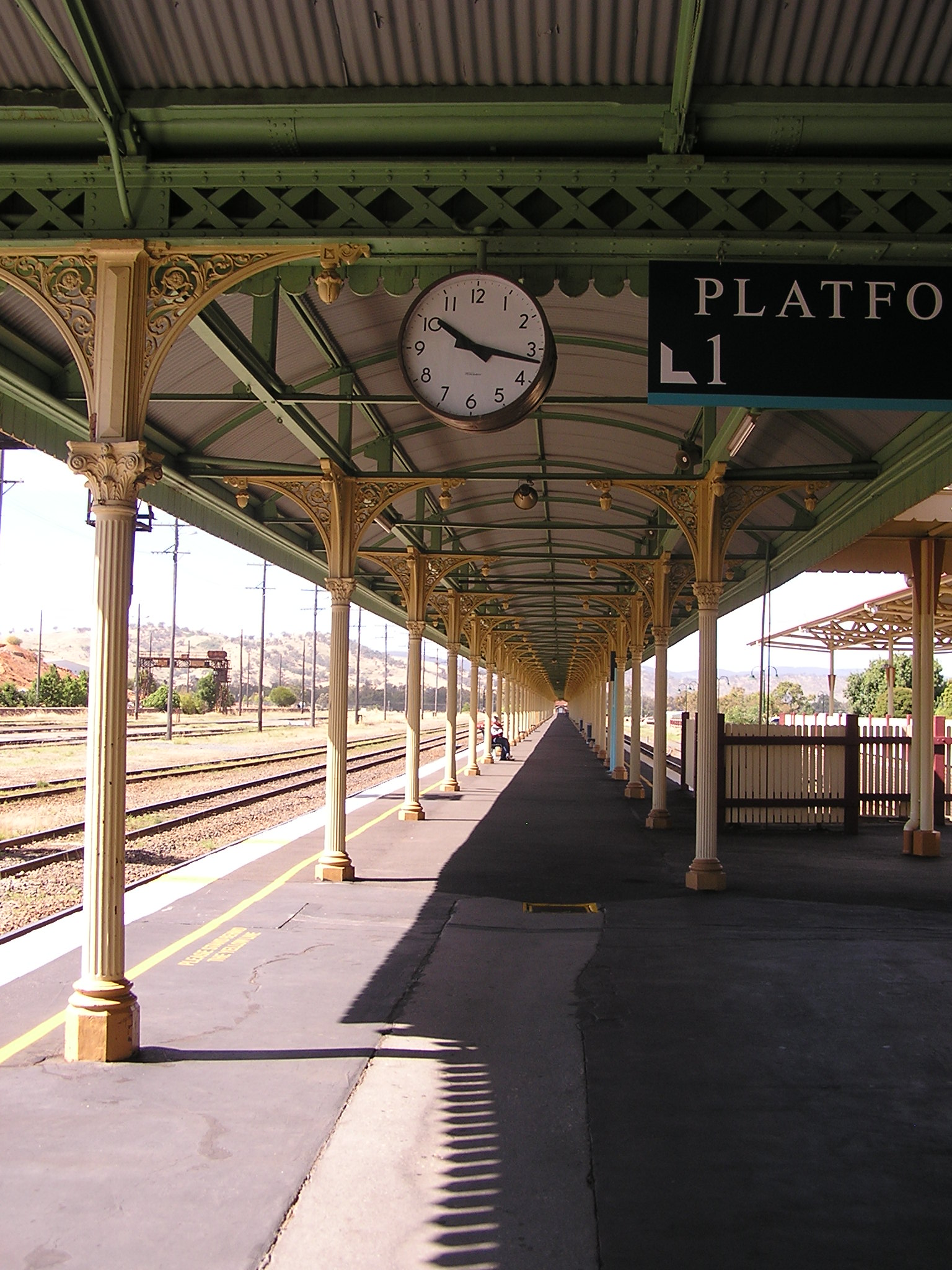
Bahnsteig des Spurwechselbahnhofes Albury – längster Bahnsteig der südlichen Hemisphäre zum Umsteigen zwischen den unterschiedlichen Spurweiten.

Das Eisenbahnnetz von Victoria war in seinem Kernbestand ab Mitte des 19. Jahrhunderts in 1600-mm-Breitspur errichtet worden, das des benachbarten New South Wales in Normalspur. Als der Spirit of Progress von den Victorian Railways (VR) 1937 als schnelle Verbindung in Richtung Sydney eingerichtet wurde, beschränkte sich sein Lauf deshalb auf die Strecke Melbourne (Spencer Street Station) – Albury, dem Grenzbahnhof, auf dem die Fahrgäste umsteigen mussten. In Albury bestand Anschluss an den Melbourne Limited Express der New South Wales Government Railways (NSWGR), den Nachtzug von und nach Sydney. Das bestimmte auch die Fahrplanlage des Spirit of Progress: Morgens fuhr er von Albury nach Melbourne, abends von Melbourne nach Albury. Erst im April 1962 wurde ein normalspuriges Gleis – weitgehend parallel zur bestehenden Breitspurstrecke zwischen Albury und Melbourne – verlegt, der Zug umgespurt und verkehrte nun umsteigefrei zwischen Melbourne und Sydney.

## Breitspur (1937–1962)
Der Spirit of Progress führte im Eisenbahnverkehr Australiens einen Standard an Komfort ein, der vorher unbekannt war. Dem Angebot waren langjährige Vorbereitungen vorausgegangen: Die Strecke war mit schwereren Schienen und einem verbesserten Signalsystem ausgestattet worden. Die Victorian Railways hatten 1928 Dreizylinder-Pazifiklokomotiven (2-C-1) beschafft, eingeordnet als S-Klasse, die für den Spirit of Progress eine Stromlinienverkleidung und extra-große Tender erhielten. Das war erforderlich, damit der Zug die circa 300 km lange Strecke ohne Halt fahren konnte. Die durchschnittliche Reisegeschwindigkeit betrug etwa 75 km/h (52 mph), die Höchstgeschwindigkeit knapp 100 km/h (60 mph). Der Spirit of Progress war damit der schnellste Reisezug Australiens und derjenige, der die längste Strecke non-stop zurücklegte. Dies stellte auch höchste Ansprüche an den Heizer, der während einer Fahrt sechs bis sieben Tonnen Kohle auf das Rost schaufeln musste. Während der Rückfahrt des Zuges nach Melbourne anlässlich der Eröffnungsfahrt am 17. November 1937 stellte er zwischen Werribee und Laverton einen australischen Geschwindigkeitsrekord auf Schienen auf: 128 km/h (79,5 mph). Erst 1951 wurden die Lokomotiven auf Ölfeuerung umgestellt und ab 1952 durch Diesellokomotiven ersetzt.
Die Reisezugwagen, erstmals komplett in Stahl ausgeführt, wurden neu beschafft. Sie waren die ersten Australiens, die mit einer Klimaanlage ausgestattet waren. Sie wiesen beide Wagenklassen auf. Diese unterschieden sich durch 6-Personen-Abteile in der ersten und 8-Personen-Abteile in der zweiten Klasse. Der Zug führte einen Speisewagen. Der letzte Wagen des Zuges, ein Salon- und Kanzelwagen, wies als einziger einen Großraum auf. Seine Benutzung war zuschlagpflichtig. Der Kanzelwagen erzwang, dass der Zug an beiden Enden seines Laufwegs jeweils über ein Gleisdreieck respektive eine Wendeschleife gedreht werden musste.
Die Ausstattung des Zuges war im Stil spätesten Art déco gehalten. Angebot und Design des Zuges waren zu einem erheblichen Teil durch entsprechende Angebote in den USA beeinflusst. Der Zug wurde dunkelblau lackiert, mit goldenen Zierstreifen.
Für knapp 20 Jahre bestand das beschriebene Angebot fast unverändert. Ab 1956 allerdings erhielt der Zug Konkurrenz: Die beiden beteiligten Bahnen richteten einen Tagzug auf der Verbindung ein, den Daylight. Der Salon- und Kanzelwagen des Spirit of Progress wurde nun diesem neuen Zug zugeteilt und im Spirit of Progress wurden erstmals Großraumwagen eingesetzt.

## Normalspur (1962–1986)

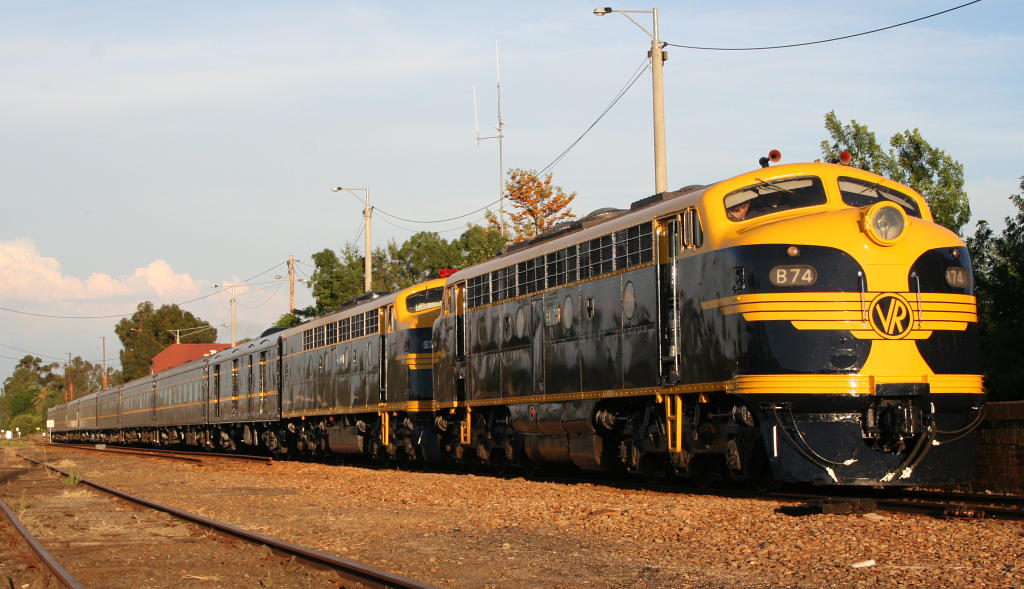
Acht der Originalwagen von 1937 beim Jubiläumszug des Spirit of Progress in Benalla am 25. November 2007

Nachdem das Normalspurgleis zwischen Albury und Melbourne verlegt worden war, fuhr der Zug ab 1962 auf diesem Gleis durchgehend als Nachtzug von Melbourne nach Sydney, wobei die Lokomotiven in Albury gewechselt wurden. Dazu wurden neue Schlafwagen beschafft und zwei Zuggarnituren gebildet, um die Verbindung täglich in beiden Richtungen anbieten zu können, der Speisewagen aber aufgegeben. Gleichzeitig erhielt der Zug durch einen weiteren durchgehenden Schlafwagenzug, den Southern Aurora Konkurrenz, der nun als Spitzenangebot der beiden beteiligten Bahnen fuhr, während der Spirit of Progress weitere Unterwegshalte bediente, an denen die Konkurrenz nicht hielt. Dreimal wöchentlich führte er auch einen Kurs-Schlafwagen von und nach Canberra. Der wurde in Goulburn umgestellt und von und nach Canberra in einem Güterzug mit Personenbeförderung („Mixed“) geführt. Der Zug war nun weder besonders schnell, noch durch seinen Wagenpark oder das besondere äußere Erscheinungsbild hervorgehoben.

## Ende
Angesichts zurückgegangener Reisendenzahlen wurden zum 3. August 1986 sowohl der Spirit of Progress als auch der Southern Aurora aufgegeben und sie wurden zu einer Nachtverbindung zusammengelegt, die – je nach Fahrtrichtung – als Sydney Express oder Melbourne Express bezeichnet wurde. 1993 wurde diese Verbindung dann durch einen XPT-Dieseltriebwagen von CountryLink ersetzt.
Die Wagen der Originalgarnitur des Spirit of Progress sind – bis auf einen Wagen, der bei einem Unfall beschädigt wurde – erhalten und wurden von Victoria Rail, ihrer Nachfolgerin V/Line und einer privaten Bahngesellschaft eingesetzt. Einige waren noch bis mindestens 2007 in Betrieb. Ein Teil der Wagen befindet sich in der Obhut des Seymour Railway Heritage Centre.